# 幕 (楚國)
公子幕（前6世纪—前541年），芈姓，熊氏，名幕，春秋时期楚国的公子，楚康王的孙子、郏敖熊员的儿子。前541年十一月，公子围缢杀患病的侄子楚王熊员，之后又杀死了熊员的两个儿子幕和平夏。公子比逃到晋国，公子黑肱逃到郑国，公子围即位为楚灵王。